# R. C. Enerson
Richard Clayton „R. C.“ Enerson (* 6. März 1997 in New Port Richey, Florida) ist ein US-amerikanischer Automobilrennfahrer.

## Karriere
Enerson begann seine Motorsportkarriere 2002 im Kartsport, in dem er bis 2011 aktiv blieb. 2012 wechselte er in den professionellen Formelsport und trat für ZSports Midwest w/ Team E Racing – dem Rennstall seines Vaters Neil Enerson – in der U.S. F2000 National Championship an. Er wurde Dritter in der nationalen Klasse. Darüber hinaus nahm Enerson an zwei Rennen der F1000 Championship Series teil. 2013 blieb er bei dem Rennstall und trat in der regulären Fahrerwertung der U.S. F2000 National Championship an. Zunächst startete er zu drei von sechs Rennen des Winterfest. In der Hauptserie belegte er mit einem zweiten Platz als bestem Ergebnis den neunten Gesamtrang. 2014 absolvierte Enerson sein drittes Jahr für das Team E Racing in der U.S. F2000 National Championship. Zunächst gewann er zwei Rennen des Cooper Tires Winterfest, in der er schließlich die Fahrerwertung für sich entschied. In der anschließenden Hauptserie siegte Enerson fünfmal und stand insgesamt neunmal auf dem Podium. Mit 301 zu 310 Punkten unterlag er schließlich Florian Latorre und wurde Gesamtzweiter.
2015 wechselte Enerson in die Indy Lights zu Schmidt Peterson Motorsports. In Lexington erzielte er seinen ersten Sieg in der Rennserie. Er beendete die Saison als zweitbester Fahrer seines Rennstalls auf dem vierten Gesamtrang. 2016 absolvierte Enerson seine zweite Indy-Lights-Saison für Schmidt Peterson Motorsports. In Avondale wurde er Dritter. Nach dem achten Rennen entschieden er und seine Eltern den Vertrag mit Schmidt Peterson Motorsports zu kündigen, um das Budget anderweitig zu nutzen. Der Rennstall reichte darauf eine Klage ein und forderte die Zahlung der noch ausstehenden 500.000 US-Dollar. Enerson verwendete das Budget schließlich, um in der IndyCar Series zu debütieren. Bei Dale Coyne Racing erhielt er ein Cockpit für drei Rennen. Dabei wurde er Neunter in Watkins Glen. 2019 startete er bei einem Rennen für Carlin. Er beendete das Rennen in Lexington als 17. 2021 startete er für zwei Rennen beim neuen Team Top Gun Racing. Für das Indianapolis 500 konnte er sich nicht qualifizieren.

## Statistik

### Einzelergebnisse in der Indy Lights
| Jahr | Team                                          | 1   | 2   | 3   | 4   | 5   | 6    | 7    | 8    | 9   | 10  | 11  | 12  | 13  | 14  | 15  | 16  | 17  | 18  | Punkte | Rang |
| ---- | --------------------------------------------- | --- | --- | --- | --- | --- | ---- | ---- | ---- | --- | --- | --- | --- | --- | --- | --- | --- | --- | --- | ------ | ---- |
| 2015 | Schmidt Peterson Motorsports w/Curb-Agajanian | STP | STP | LBH | BAR | BAR | INDY | INDY | INDY | TOR | TOR | MIL | IOW | MDO | MDO | LAG | LAG |     |     | 295    | 4.   |
| 2015 | Schmidt Peterson Motorsports w/Curb-Agajanian | 9   | 13  | 4   | 3   | 7   | 5    | 2    | 4    | 8   | 5   | 2*  | 3   | 1*  | 4   | 6   | 6   |     |     | 295    | 4.   |
| 2016 | Schmidt Peterson Motorsports w/Curb-Agajanian | STP | STP | PHO | BAR | BAR | INDY | INDY | INDY | ROA | ROA | IOW | TOR | TOR | MDO | MDO | WGL | LAG | LAG | 111    | 14.  |
| 2016 | Schmidt Peterson Motorsports w/Curb-Agajanian | 5   | 12  | 3   | 6   | 4   | 8    | 15   | 11   |     |     |     |     |     |     |     |     |     |     | 111    | 14.  |

### Einzelergebnisse in der IndyCar Series
| Jahr | Team              | 1   | 2   | 3   | 4   | 5   | 6    | 7   | 8   | 9   | 10  | 11   | 12   | 13  | 14  | 15  | 16  | 17  | Punkte | Rang |
| ---- | ----------------- | --- | --- | --- | --- | --- | ---- | --- | --- | --- | --- | ---- | ---- | --- | --- | --- | --- | --- | ------ | ---- |
| 2016 | Dale Coyne Racing | STP | PHO | LBH | ALA | IMS | INDY | DET | DET | ROA | IOW | TOR  | MDO  | POC | TXS | WGL | SNM |     | 55     | 27.  |
| 2016 | Dale Coyne Racing |     |     |     |     |     |      |     |     |     |     |      | 19   |     |     | 9   | 19  |     | 55     | 27.  |
| 2019 | Carlin            | STP | COA | ALA | LBH | IMS | INDY | DET | DET | TXS | ROA | TOR  | IOW  | MDO | POC | STL | POR | LAG | 13     | 35.  |
| 2019 | Carlin            |     |     |     |     |     |      |     |     |     |     | 17   |      |     |     |     |     |     | 13     | 35.  |
| 2021 | Top Gun Racing    | ALA | STP | TXS | TXS | IMS | INDY | DET | DET | ROA | MDO | NSH  | IMS  | STL | POR | LAG | LBH |     | 5      | 43.  |
| 2021 | Top Gun Racing    |     |     |     |     |     | DNQ  |     |     |     |     |      | 28   |     |     |     |     |     | 5      | 43.  |
| 2023 | Abel Motorsports  | STP | TXS | LBH | ALA | IMS | INDY | DET | ROA | MDO | TOR | IOW1 | IOW2 | NSH | IMS | GAT | POR | LAG | 5      | 36.  |
| 2023 | Abel Motorsports  |     |     |     | 32  |     |      |     |     |     |     |      |      |     |     |     |     |     | 5      | 36.  |

(Legende)